# Phanerotomella bellula
Phanerotomella bellula är en stekelart som beskrevs av Papp 1989. Phanerotomella bellula ingår i släktet Phanerotomella och familjen bracksteklar. Inga underarter finns listade i Catalogue of Life.